# Sportverein Meppen 1912 1988-1989
Questa voce raccoglie le informazioni riguardanti lo Sportverein Meppen 1912 nelle competizioni ufficiali della stagione 1988-1989.

## Stagione
Nella stagione 1988-1989 il Meppen, allenato da Rainer Persike, concluse il campionato di 2. Bundesliga al 10º posto. In Coppa di Germania il Meppen fu eliminato al primo turno dal Bayer Uerdingen.

## Rosa
| N. |                        | Ruolo | Calciatore       |
| -- | ---------------------- | ----- | ---------------- |
|    | Germania (bandiera)    | P     | Norbert Brinker  |
|    | Germania (bandiera)    | P     | Hubert Koopmann  |
|    | Germania (bandiera)    | P     | Hermann Rülander |
|    | Germania (bandiera)    | D     | Horst Bruns      |
|    | Stati Uniti (bandiera) | D     | Paul Caligiuri   |
|    | Germania (bandiera)    | D     | Bernd Deters     |
|    | Germania (bandiera)    | D     | Frank Faltin     |
|    | Germania (bandiera)    | D     | Matthias Mirtelj |
|    | Germania (bandiera)    | D     | Eckhard Vorholt  |
|    | Germania (bandiera)    | C     | Torsten Abeln    |
|    | Germania (bandiera)    | C     | Thomas Böttche   |

| N. |                      | Ruolo | Calciatore            |
| -- | -------------------- | ----- | --------------------- |
|    | Germania (bandiera)  | C     | Gerd Heuermann        |
|    | Germania (bandiera)  | C     | Frank Klobke          |
|    | Finlandia (bandiera) | C     | Marko Myyry           |
|    | Germania (bandiera)  | C     | Helmut Rolfes         |
|    | Germania (bandiera)  | C     | Werner Rusche         |
|    | Germania (bandiera)  | C     | Dietmar Sulmann       |
|    | Germania (bandiera)  | C     | Reinhold Tattermusch  |
|    | Germania (bandiera)  | A     | Josef Menke           |
|    | Germania (bandiera)  | A     | Robert Thoben         |
|    | Germania (bandiera)  | A     | Martin van der Pütten |

## Organigramma societario
Area tecnica
- Allenatore: Rainer Persike
- Allenatore in seconda:
- Preparatore dei portieri:
- Preparatori atletici:

## Calciomercato

### Sessione estiva
| Acquisti | Acquisti        | Acquisti  | Acquisti |
| R.       | Nome            | da        | Modalità |
| -------- | --------------- | --------- | -------- |
| P        | Norbert Brinker | Herzlake  |          |
| C        | Frank Klobke    | Oldenburg |          |

| Cessioni | Cessioni       | Cessioni    | Cessioni |
| R.       | Nome           | a           | Modalità |
| -------- | -------------- | ----------- | -------- |
| D        | Hermann Eiting | Herzlake    |          |
| C        | Jürgen Prange  | Hannover 96 |          |

### Sessione invernale
| Acquisti | Acquisti | Acquisti | Acquisti |
| R.       | Nome     | da       | Modalità |
| -------- | -------- | -------- | -------- |

| Cessioni | Cessioni | Cessioni | Cessioni |
| R.       | Nome     | a        | Modalità |
| -------- | -------- | -------- | -------- |

## Risultati

### 2. Bundesliga

#### Girone di andata
| Meppen 23 luglio 1988, ore 15:00 CEST 1ª giornata | Meppen   | 0 – 0 referto | Eintracht Braunschweig | Hindenburgstadion (7 000 spett.)\| Arbitro: \| Dardenne \| |
| Arbitro:                                          | Dardenne |               |                        |                                                            |

| Arbitro: | Barnick |

|                 |           |            |
| Schäfer 9’, 65’ | Marcatori | 33’ Rusche |

| Arbitro: | Kautschor |

|                                              |           |          |
| Rusche 13’ Menke 51’ van der Pütten 75’, 76’ | Marcatori | 75’ Friz |

| Arbitro: | Föckler |

|                 |           |                              |
| Trares 56’, 77’ | Marcatori | 42’ van der Pütten 88’ Bruns |

| Arbitro: | Eli |

|                    |           |                                    |
| Vorholt 69’ (rig.) | Marcatori | 6’ Jursch 36’ Brinkmann 90’ Basten |

| Arbitro: | Gangkofer |

|                                           |           |           |
| Ruof 53’ Schlegel 73’, 89’ Steininger 90’ | Marcatori | 22’ Myyry |

| Arbitro: | Bruch |

|            |           |  |
| Thoben 85’ | Marcatori |  |

| Arbitro: | Albrecht |

|                            |           |                    |
| Fuchs 3’, 86’ Woodcock 45’ | Marcatori | 34’ (rig.) Vorholt |

| Arbitro: | Lehnardt |

|            |           |            |
| Rusche 62’ | Marcatori | 57’ Kremer |

| Arbitro: | Prengel |

|          |           |                                                           |
| Mähn 11’ | Marcatori | 25’ Rusche 37’ Rolfes 39’ Myyry 55’, 76’ Klobke 80’ Menke |

| Arbitro: | Neumann |

|           |           |  |
| Myyry 64’ | Marcatori |  |

| Arbitro: | Steinborn |

|  |           |                      |
|  | Marcatori | 27’ Menke 60’ Rusche |

| Arbitro: | Fröhlich |

|                                             |           |  |
| van der Pütten 4’, 48’ Myyry 47’ Rusche 89’ | Marcatori |  |

| Arbitro: | Schmidt |

|                         |           |            |
| Higl 15’, 37’ Weber 68’ | Marcatori | 13’ Rusche |

| Arbitro: | Birlenbach |

|                     |           |  |
| Wójcicki 58’ (rig.) | Marcatori |  |

| Arbitro: | Brückner |

|                        |           |                            |
| Böttche 48’ Rusche 78’ | Marcatori | 5’ Gaedke 10’ Schlumberger |

| Gelsenkirchen 19 novembre 1988, ore 15:00 CET 17ª giornata | Schalke 04 | 0 – 0 referto | Meppen | Parkstadion (10 800 spett.)\| Arbitro: \| Schneider \| |
| Arbitro:                                                   | Schneider  |               |        |                                                        |

| Arbitro: | Werner |

|                                                 |           |                    |
| Myyry 35’ Vorholt 39’ (rig.) van der Pütten 69’ | Marcatori | 24’ (rig.) Demandt |

| Arbitro: | Holst |

|                                       |           |  |
| Bunk 17’ Sendscheid 73’ Delzepich 90’ | Marcatori |  |

#### Girone di ritorno
| Arbitro: | Lehnardt |

|             |           |            |
| Naumann 21’ | Marcatori | 58’ Thoben |

| Arbitro: | Gangkofer |

|                     |           |                      |
| Thoben 8’ Menke 57’ | Marcatori | 86’ Röber 90’ Helmig |

| Arbitro: | Führer |

|          |           |            |
| Haub 33’ | Marcatori | 83’ Rusche |

| Arbitro: | Diekert |

|            |           |                                           |
| Thoben 86’ | Marcatori | 1’ Blättel 56’, 77’ Eichenauer 89’ Trares |

| Osnabrück 18 marzo 1989, ore 15:00 CET 24ª giornata | Osnabrück | 0 – 0 referto | Meppen | Stadion an der Bremer Brücke (8 800 spett.)\| Arbitro: \| Berg \| |
| Arbitro:                                            | Berg      |               |        |                                                                   |

| Arbitro: | Barnick |

|  |           |            |
|  | Marcatori | 58’ Yeboah |

| Berlino 1º aprile 1989, ore 15:00 CEST 26ª giornata | Hertha Berlino | 0 – 0 referto | Meppen | Stadio Olimpico (5 933 spett.)\| Arbitro: \| Scheuerer \| |
| Arbitro:                                            | Scheuerer      |               |        |                                                           |

| Arbitro: | Mölm |

|             |           |            |
| Sulmann 15’ | Marcatori | 75’ Hamann |

| Arbitro: | Rubel |

|  |           |            |
|  | Marcatori | 59’ Thoben |

| Arbitro: | Albrecht |

|                                                     |           |            |
| Myyry 24’ Klobke 73’ (rig.) van der Pütten 80’, 90’ | Marcatori | 52’ Kurdov |

| Bayreuth 24 aprile 1989, ore 20:15 CEST 30ª giornata | Bayreuth   | 0 – 0 referto | Meppen | Hans-Walter-Wild Stadion (1 500 spett.)\| Arbitro: \| Gochermann \| |
| Arbitro:                                             | Gochermann |               |        |                                                                     |

| Arbitro: | Diekert |

|           |           |  |
| Menke 47’ | Marcatori |  |

| Arbitro: | Wolf |

|                            |           |                                         |
| Müller 49’ Kapetanović 59’ | Marcatori | 22’ Myyry 62’ (rig.) Vorholt 86’ Klobke |

| Arbitro: | Kentsch |

|                      |           |                                    |
| Myyry 60’ Rusche 80’ | Marcatori | 25’ (rig.) Löw 47’ Kurt 58’ Moutas |

| Arbitro: | Schmidt |

|                                |           |                            |
| van der Pütten 34’ Sulmann 42’ | Marcatori | 72’ Wohlert 82’ Baranowski |

| Arbitro: | Kautschor |

|                            |           |                    |
| Adler 31’ Schlumberger 57’ | Marcatori | 69’ van der Pütten |

| Arbitro: | Rubel |

|                   |           |                                        |
| van der Pütten 7’ | Marcatori | 16’ Wassmer 56’ Müller 90’ Anderbrügge |

| Arbitro: | Schmidhuber |

|                                                      |           |           |
| Demandt 20’ (rig.), 58’ (rig.) Werner 45’ Preetz 86’ | Marcatori | 35’ Menke |

| Arbitro: | Zimmermann |

|                              |           |  |
| van der Pütten 45’ Myyry 72’ | Marcatori |  |

### Coppa di Germania
| Arbitro: | Osmers |

|                    |           |                    |
| van der Pütten 17’ | Marcatori | 33’ Fach 67’ Mathy |

## Statistiche

### Statistiche di squadra
| Competizione      | Punti | In casa | In casa | In casa | In casa | In casa | In casa | In trasferta | In trasferta | In trasferta | In trasferta | In trasferta | In trasferta | Totale | Totale | Totale | Totale | Totale | Totale | DR |
| Competizione      | Punti | G       | V       | N       | P       | Gf      | Gs      | G            | V            | N            | P            | Gf           | Gs           | G      | V      | N      | P      | Gf     | Gs     | DR |
| ----------------- | ----- | ------- | ------- | ------- | ------- | ------- | ------- | ------------ | ------------ | ------------ | ------------ | ------------ | ------------ | ------ | ------ | ------ | ------ | ------ | ------ | -- |
| 2. Bundesliga     | 37    | 19      | 8       | 6       | 5       | 33      | 25      | 19           | 4            | 7            | 8            | 22           | 29           | 38     | 12     | 13     | 13     | 55     | 54     | +1 |
| Coppa di Germania | -     | 1       | 0       | 0       | 1       | 1       | 2       | 0            | 0            | 0            | 0            | 0            | 0            | 1      | 0      | 0      | 1      | 1      | 2      | -1 |
| Totale            | 37    | 20      | 8       | 6       | 6       | 34      | 27      | 19           | 4            | 7            | 8            | 22           | 29           | 39     | 12     | 13     | 14     | 56     | 56     | 0  |

### Andamento in campionato
| Giornata  | 1  | 2  | 3 | 4 | 5  | 6  | 7  | 8  | 9  | 10 | 11 | 12 | 13 | 14 | 15 | 16 | 17 | 18 | 19 | 20 | 21 | 22 | 23 | 24 | 25 | 26 | 27 | 28 | 29 | 30 | 31 | 32 | 33 | 34 | 35 | 36 | 37 | 38 |
| --------- | -- | -- | - | - | -- | -- | -- | -- | -- | -- | -- | -- | -- | -- | -- | -- | -- | -- | -- | -- | -- | -- | -- | -- | -- | -- | -- | -- | -- | -- | -- | -- | -- | -- | -- | -- | -- | -- |
| Luogo     | C  | T  | C | T | C  | T  | C  | T  | C  | T  | C  | T  | C  | T  | T  | C  | T  | C  | T  | T  | C  | T  | C  | T  | C  | T  | C  | T  | C  | T  | C  | T  | C  | C  | T  | C  | T  | C  |
| Risultato | N  | P  | V | N | P  | P  | V  | P  | N  | V  | V  | V  | V  | P  | P  | N  | N  | V  | P  | N  | N  | N  | P  | N  | P  | N  | N  | V  | V  | N  | V  | V  | P  | N  | P  | P  | P  | V  |
| Posizione | 13 | 16 | 8 | 7 | 12 | 18 | 13 | 15 | 15 | 12 | 10 | 9  | 7  | 8  | 9  | 9  | 9  | 8  | 9  | 10 | 9  | 10 | 11 | 11 | 13 | 13 | 12 | 11 | 10 | 10 | 10 | 9  | 10 | 9  | 10 | 10 | 13 | 10 |

Legenda:

Luogo: C = Casa; T = Trasferta. Risultato: V = Vittoria; N = Pareggio; P = Sconfitta.

### Statistiche dei giocatori
| Giocatore         | 2. Bundesliga | 2. Bundesliga | 2. Bundesliga | 2. Bundesliga | Coppa di Germania | Coppa di Germania | Coppa di Germania | Coppa di Germania | Totale   | Totale | Totale      | Totale     |
| Giocatore         | Presenze      | Reti          | Ammonizioni   | Espulsioni    | Presenze          | Reti              | Ammonizioni       | Espulsioni        | Presenze | Reti   | Ammonizioni | Espulsioni |
| ----------------- | ------------- | ------------- | ------------- | ------------- | ----------------- | ----------------- | ----------------- | ----------------- | -------- | ------ | ----------- | ---------- |
| T. Abeln          | 4             | 0             | 1             | 0             | 0                 | 0                 | 0                 | 0                 | 4        | 0      | 1           | 0          |
| N. Brinker        | 2             | 0             | 1             | 0             | 0                 | 0                 | 0                 | 0                 | 2        | 0      | 1           | 0          |
| H. Bruns          | 13            | 1             | 2             | 0             | 1                 | 0                 | 0                 | 0                 | 14       | 1      | 2           | 0          |
| T. Böttche        | 32            | 1             | 11            | 1             | 1                 | 0                 | 0                 | 0                 | 33       | 1      | 11          | 1          |
| P. Caligiuri      | 24            | 0             | 1             | 0             | 0                 | 0                 | 0                 | 0                 | 24       | 0      | 1           | 0          |
| B. Deters         | 36            | 0             | 6             | 0             | 1                 | 0                 | 1                 | 0                 | 37       | 0      | 7           | 0          |
| F. Faltin         | 29            | 0             | 9             | 0             | 0                 | 0                 | 0                 | 0                 | 29       | 0      | 9           | 0          |
| G. Heuermann      | 20            | 0             | 4             | 0             | 1                 | 0                 | 0                 | 0                 | 21       | 0      | 4           | 0          |
| F. Klobke         | 28            | 4             | 5             | 0             | 1                 | 0                 | 0                 | 0                 | 29       | 4      | 5           | 0          |
| H. Koopmann       | 2             | 0             | 0             | 0             | 0                 | 0                 | 0                 | 0                 | 2        | 0      | 0           | 0          |
| J. Menke          | 36            | 6             | 0             | 0             | 1                 | 0                 | 0                 | 0                 | 37       | 6      | 0           | 0          |
| M. Mirtelj        | 8             | 0             | 0             | 0             | 0                 | 0                 | 0                 | 0                 | 8        | 0      | 0           | 0          |
| M. Myyry          | 36            | 9             | 1             | 0             | 1                 | 0                 | 0                 | 0                 | 37       | 9      | 1           | 0          |
| H. Rolfes         | 17            | 1             | 5             | 0             | 1                 | 0                 | 0                 | 0                 | 18       | 1      | 5           | 0          |
| W. Rusche         | 29            | 10            | 5             | 0             | 1                 | 0                 | 1                 | 0                 | 30       | 10     | 6           | 0          |
| H. Rülander       | 34            | 0             | 1             | 0             | 1                 | 0                 | 0                 | 0                 | 35       | 0      | 1           | 0          |
| D. Sulmann        | 26            | 2             | 1             | 0             | 1                 | 0                 | 0                 | 0                 | 27       | 2      | 1           | 0          |
| R. Tattermusch    | 13            | 0             | 1             | 0             | 0                 | 0                 | 0                 | 0                 | 13       | 0      | 1           | 0          |
| R. Thoben         | 34            | 5             | 3             | 0             | 0                 | 0                 | 0                 | 0                 | 34       | 5      | 3           | 0          |
| E. Vorholt        | 29            | 4             | 5             | 0             | 1                 | 0                 | 0                 | 0                 | 30       | 4      | 5           | 0          |
| M. van der Pütten | 34            | 12            | 2             | 0             | 1                 | 1                 | 0                 | 0                 | 35       | 13     | 2           | 0          |